# Strada statale 126 Sud Occidentale Sarda
La strada statale 126 Sud Occidentale Sarda (SS 126) è un'importante strada statale italiana. È una delle più importanti vie di collegamento del sud-ovest della Sardegna, nonché la più antica; è la strada statale mineraria, perché attraversa, da sud a nord, un vasto territorio con numerose miniere carbonifere e metallifere, come il bacino carbonifero del Sulcis (dal porto di Sant'Antioco al bivio di Fontanamare) e il bacino metallifero dell'Iglesiente (dal bivio di Fontanamare a Guspini).

## Storia
La strada statale 126 venne istituita nel 1928 con il seguente percorso: "Porto Botte - Iglesias - Oristano - Cuglieri - Suni - Alghero - Sassari con diramazione Alghero - Porto Conte." e con la denominazione di "Occidentale Sarda".
Nel 1932 il percorso diventò "Porto Botte - Iglesias - Oristano - Macomer - Cantoniera Cabu Abbas - Ittiri - Cantoniera Scalacavalli - Alghero - Porto Conte" con diramazioni Cantoniera Cabu Abbas - Bivio per Mores e Cantoniera Scalacavalli - Sassari.
Nel 1935 fu scorporato il tracciato a nord di Oristano, che entrò a far parte della nuove strade statali: 131 Carlo Felice fino alla Cantoniera Cabu Abbas includendo la diramazione verso il bivio per Mores, 131 bis da questa alla Cantoniera Scalacavalli, con il restante tratto Sassari - Porto Conte classificato come 127 bis. Pertanto il percorso fu accorciato: "Porto Botte - Iglesias - Marrubiu - innesto con la S.S. n° 131";
Il tratto Oristano - Cuglieri - Suni - Alghero tornò di competenza statale nel 1960 con l'istituzione della strada statale 292 Nord Occidentale Sarda; contestualmente la strada assunse la nuova denominazione di "Sud Occidentale Sarda".
Nel 1939  il caposaldo iniziale viene spostato al il Porto di Sant'Antioco, dove rimane tutt'oggi, con conseguente declassifica del tratto verso Porto Botte a sud di San Giovanni Seurgiu: una parte di questo tratto risulterà il tratto finale della Strada Statale 195 Sulcitana.

## Percorso

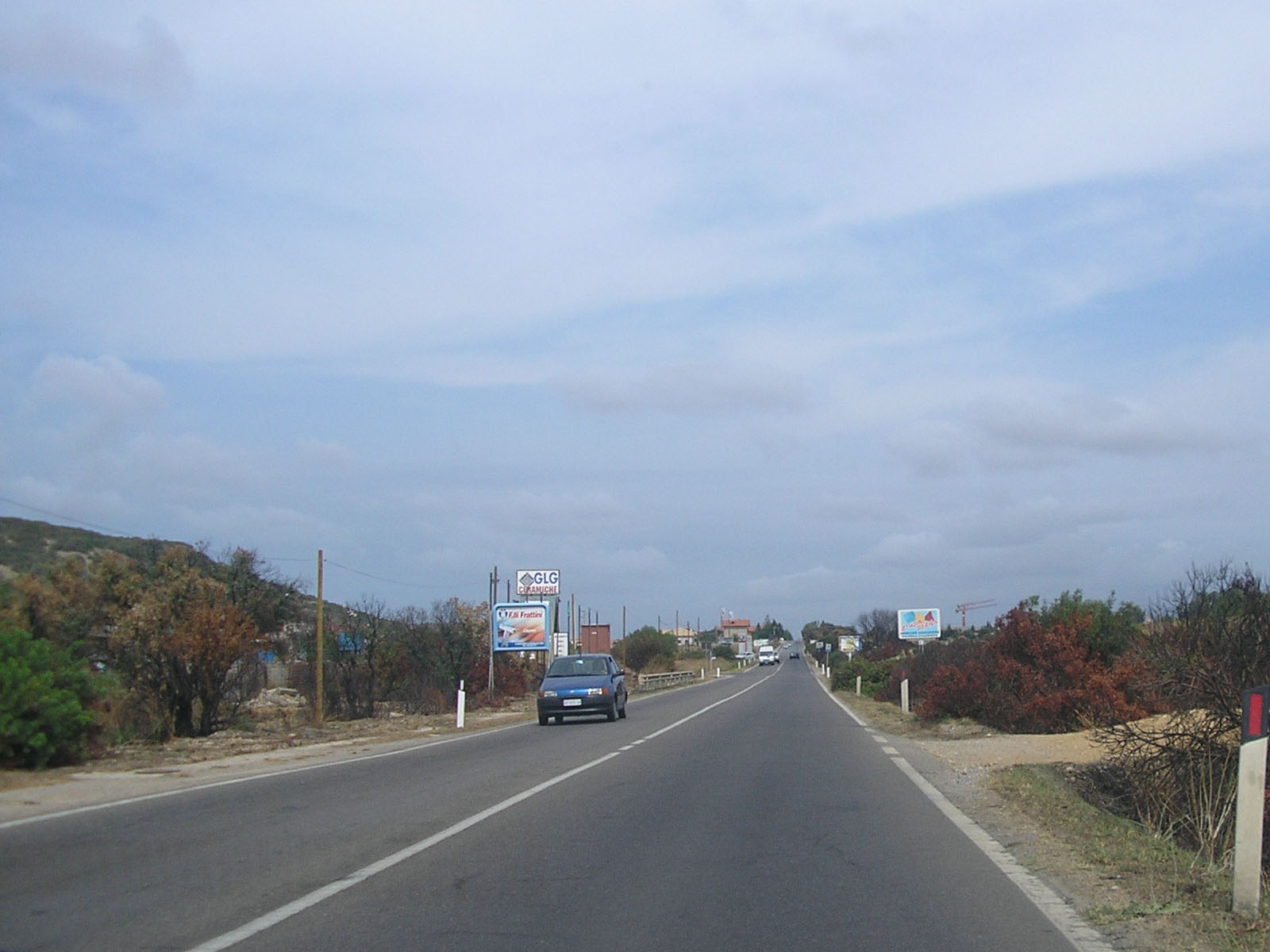
La SS 126 nei pressi di Carbonia nel 2007

Inizia a Sant'Antioco, sull'isola omonima, e si snoda verso nord stando nell'entroterra; tocca il centro di San Giovanni Suergiu, passa vicino a Carbonia (capoluogo provvisorio della nuova Provincia del Sud Sardegna) e Gonnesa, per poi giungere quindi ad Iglesias.
Da qui la strada prosegue il suo percorso verso nord valicando l'Arcu Genna Bogai, dopo il quale giunge a Fluminimaggiore; valica quindi il passo Bidderdi ed entra nel Medio Campidano. I centri maggiori qui toccati sono Arbus e Guspini (dopo il quale entra nell'Oristanese). Attraversa infine San Nicolò d'Arcidano, Terralba, e Marrubiu dove, valicato il centro abitato, si innesta sulla strada statale 131 Carlo Felice.
Nel tratto tra Guspini e Iglesias è particolarmente apprezzata dai mototuristi, in virtù delle innumerevoli curve e dei paesaggi spettacolari che attraversa.  

## Strada Statale 126 dir Sud Occidentale Sarda
La strada statale 126 Sud Occidentale Sarda (SS 126 dir) è una strada statale italiana. Funge praticamente da collegamento tra la strada statale 126 Sud Occidentale Sarda (da Sant'Antioco) e il Comune di Calasetta.